# Edoardo Giuseppe Rosaz
Edoardo Giuseppe Rosaz (Susa, 15 febbraio 1830 – Susa, 3 maggio 1903) è stato un vescovo cattolico italiano, fondatore della congregazione delle suore Francescane Missionarie di Susa. È stato beatificato da papa Giovanni Paolo II nel 1991.

## Biografia

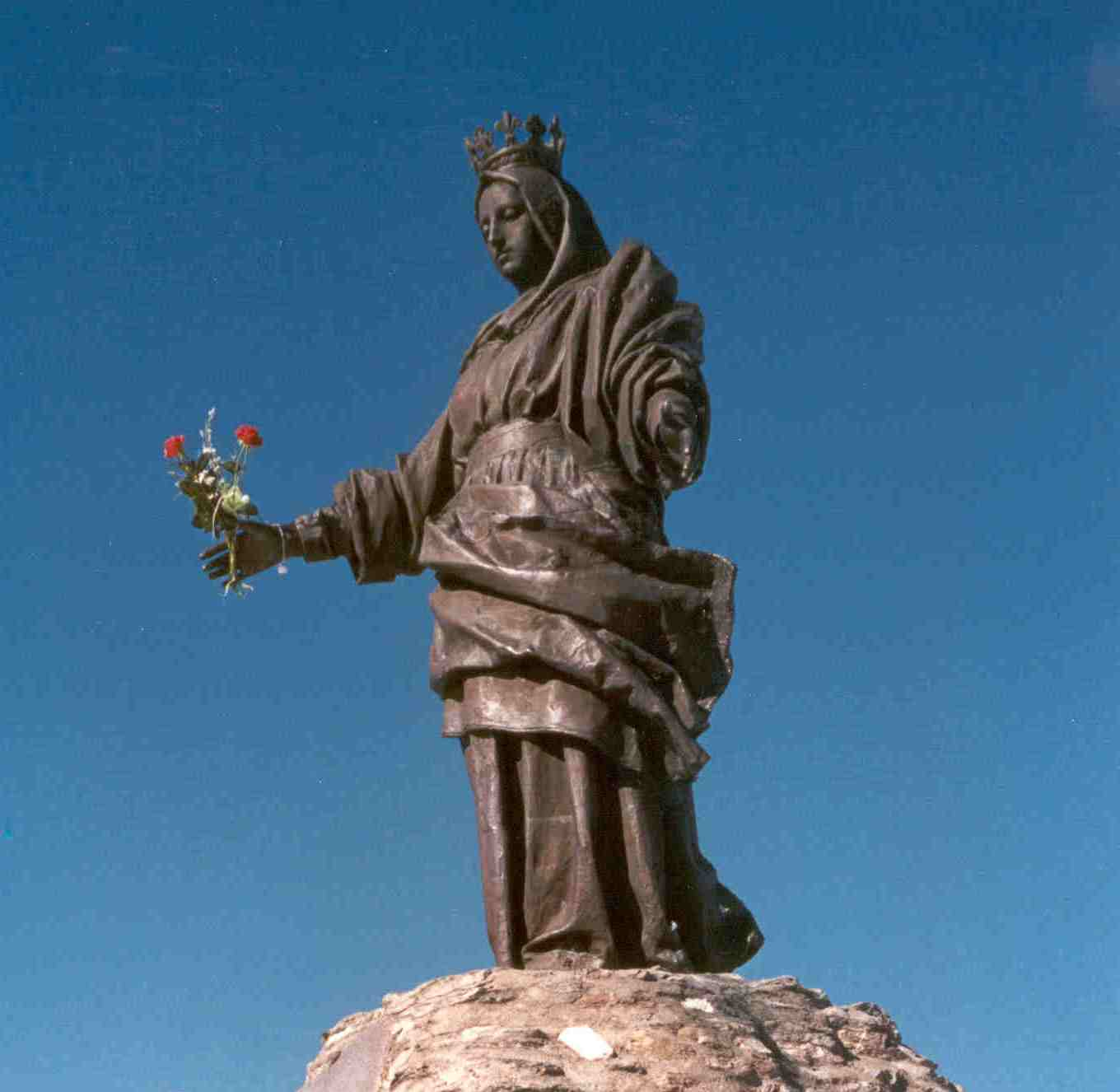
Madonna Rocciamelone

Nacque da una famiglia immigrata a Susa dalla Moriana: la sua giovinezza fu segnata dal suicidio del padre, annegatosi nel Po, dalla morte in manicomio del fratello Carlo Vittorio e da quella a seguito di una crisi epilettica della sorella Clotilde.
Desiderando abbracciare il sacerdozio, aderì al terz'ordine secolare francescano ed entrò in seminario: per motivi di salute, completò gli studi a Nizza, dove fu ordinato nel 1854.
Il vescovo Antonio Odone lo nominò canonico cattedrale: nonostante l'opposizione del clero diocesano, nel 1862 Rosaz aprì il Ritiro per le ragazze abbandonate e, nel 1874, fondò la congregazione delle francescane missionarie per la loro educazione.
Da sacerdote si prodigò per assistere numerose giovani, che per problemi familiari o per povertà, vagavano chiedendo aiuto, raccomandandole ad amici sacerdoti, tra cui San Giovanni Bosco.
Fu preconizzato vescovo di Susa nel concistoro celebrato da papa Pio IX il 31 dicembre 1877 e ricevette la consacrazione episcopale il 24 febbraio 1878 dall'arcivescovo di Torino, Lorenzo Gastaldi, assieme con il vescovo di Acqui, Giuseppe Sciandra, e il vescovo di Alba, Eugenio Galletti.
Per i primi tre anni di ministero episcopale, fu suo segretario Stefano Croce, poi parroco di Sant'Ambrogio di Torino dal 1881.
Favorì l'insediamento nella sua diocesi dei salesiani, dei francescani conventuali, dei lasalliani.
Inaugurò la chiesa del Suffragio e nel 1897 fondò il giornale diocesano Il Rocciamelone. Appoggiò la posa di una statua dedicata alla Vergine Maria a 3538 metri sul monte Rocciamelone, dal 1358 già luogo di culto mariano.

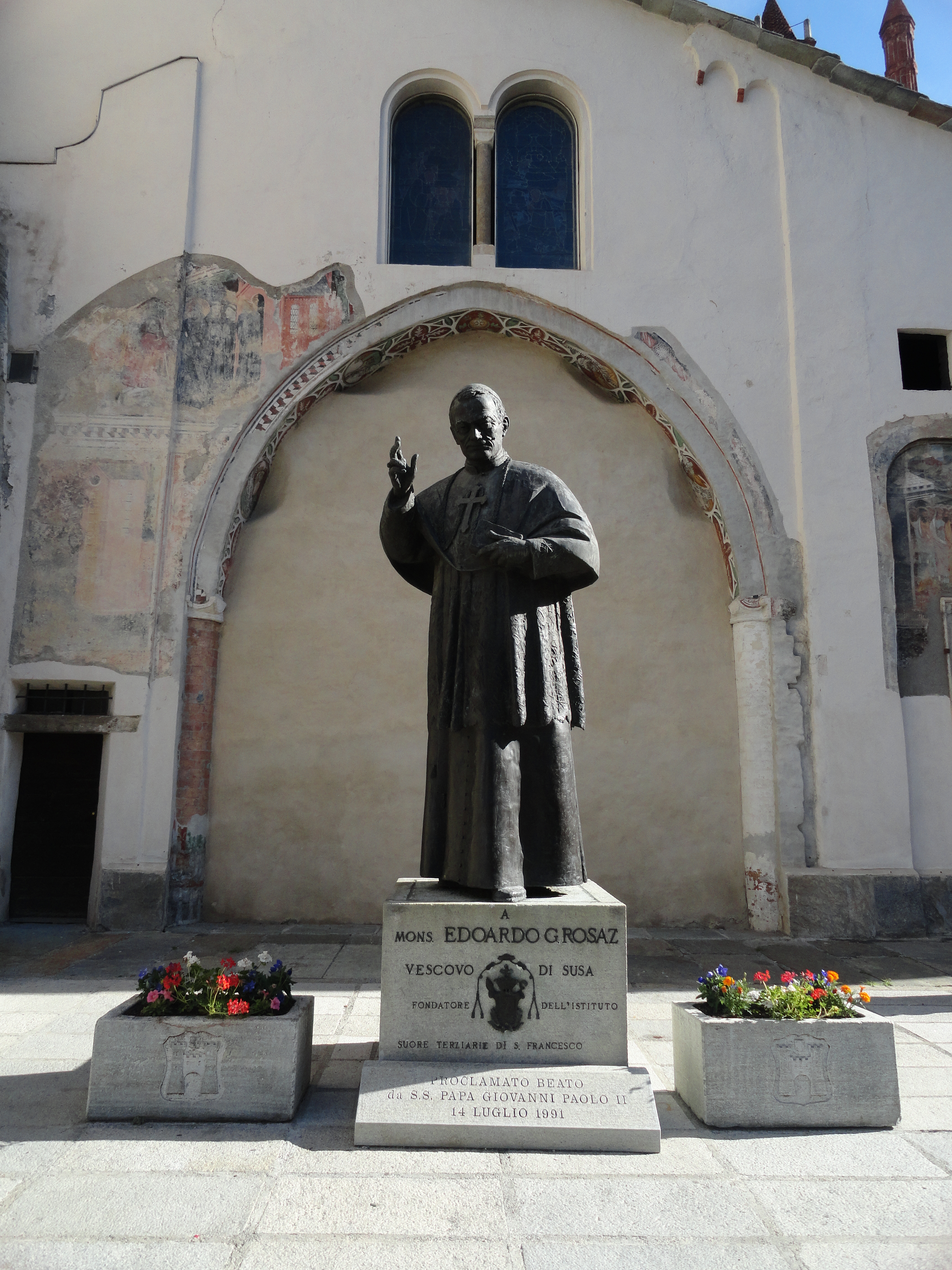
Statua dedicata al beato davanti alla Cattedrale di San Giusto di Susa.

## Il culto
La sua causa di canonizzazione fu introdotta il 26 luglio 1953.
Il 22 marzo 1986 papa Giovanni Paolo II ha decretato le sue "virtù eroiche", attribuendogli il titolo di venerabile.
Lo stesso pontefice l'ha proclamato beato il 14 luglio 1991, durante la sua visita pastorale a Susa.
La sua memoria liturgica ricorre il 3 maggio (dies natalis).

## Le spoglie
I resti del beato Edoardo Giuseppe Rosaz, dopo l'estumulazione e ricognizione avvenuta venerdì 6 maggio 2022, lunedì 31 ottobre 2022 si è svolta a Susa la cerimonia della traslazione delle reliquie dalla cappella dell’Immacolata, (all'interno del Centro beato Rosaz) in via Madonna delle Grazie, alla Cattedrale di San Giusto, la sua Chiesa madre, presso l’Altare laterale a lui dedicato.
La messa solenne è stata officiata da monsignor Renato Boccardo arcivescovo di Spoleto e Norcia (postulatore della causa di beatificazione), accompagnato dai vescovi emeriti di Torino e Susa, Cesare Nosiglia e Alfonso Badini Confalonieri, insieme con il vescovo di Ivrea Edoardo Aldo Cerrato.

## Genealogia episcopale
La genealogia episcopale è:
- Cardinale Scipione Rebiba
- Cardinale Giulio Antonio Santori
- Cardinale Girolamo Bernerio, O.P.
- Arcivescovo Galeazzo Sanvitale
- Cardinale Ludovico Ludovisi
- Cardinale Luigi Caetani
- Cardinale Ulderico Carpegna
- Cardinale Paluzzo Paluzzi Altieri degli Albertoni
- Papa Benedetto XIII
- Papa Benedetto XIV
- Papa Clemente XIII
- Cardinale Bernardino Giraud
- Cardinale Alessandro Mattei
- Cardinale Pietro Francesco Galleffi
- Cardinale Giacomo Filippo Fransoni
- Arcivescovo Alessandro Riccardi di Netro
- Arcivescovo Lorenzo Gastaldi
- Vescovo Edoardo Giuseppe Rosaz